# داغیله
داغیله (به لاتین: Dağilə) یک منطقه مسکونی در جمهوری آذربایجان است که در شهرستان حاجی‌قبول واقع شده‌است.